# Songs from the Big Chair
| 전문가 평가       | 전문가 평가 |
| 평가 점수         | 평가 점수   |
| 출처              | 점수        |
| ----------------- | ----------- |
| AllMusic          | [ 5 ]       |
| Consequence       | A+          |
| The Guardian      | [ 7 ]       |
| Mojo              | [ 8 ]       |
| Pitchfork         | 8.9/10      |
| Q                 | [ 10 ]      |
| Record Collector  | [ 11 ]      |
| Record Mirror     | [ 12 ]      |
| Smash Hits        | 8/10        |
| The Village Voice | B           |

《Songs from the Big Chair》은 1985년 2월 25일, 포노그램 레코드가 발표한 영국의 록/팝 밴드 티어스 포 피어스의 두 번째 스튜디오 음반이다. 이 음반은 영국에서 2위, 미국과 캐나다에서 1위로 정점을 찍었고, 세 나라 모두에서 멀티 플래티넘 셀러가 되었다. 독일과 네덜란드에서도 1위에 올랐고 호주, 스위스, 뉴질랜드, 이탈리아 등 다른 나라에서도 10위권에 진입했다. 이 음반은 국제적인 히트 싱글인 〈Mothers Talk〉, 〈Shout〉, 〈Everybody Wants to Rule the World〉, 〈Head over Heels〉, 그리고 〈I Believe〉를 발매했다.
《Scenes from the Big Chair》이라는 제목의 동반 비디오 다큐멘터리가 1985년 말에 개봉되었다. 밴드가 음반의 긴 투어 및 홍보 일정을 마치자, 그들은 음악 산업으로부터 장기간의 휴식을 취했다.

## 배경
원래 이 음반의 제목은 《The Working Hour》였지만, 롤랜드 오자발은 1976년 텔레비전 영화 《시빌》에서 따온 것으로 그녀가 분석가의 "큰 의자(Big Chair)"에 앉아 있을 때만 안전하다고 느끼는 다중 인격 장애를 가진 여성에 대한 이야기를 다룬 《Songs from the Big Chair》로 바꾸려고 노력했다. 이 음반의 제목은 그 당시 적대적인 영국 음악 언론에 의해 표적이 된 밴드 관점을 반영한다.
2006년 디럭스 버전 소책자 인터뷰에서 커트 스미스는 "《The Hurting》에서 우리는 매우 내성적이었고, 매우 어두운 음반이었다. 우리는 《Songs from the Big Chair》에서 좀 더 외향적일 필요가 있다는 것을 알게 되었습니다."
이 밴드는 1984년 초에 새로운 소재를 만들기 시작했다. 이 음반의 첫 번째 곡은 〈Head Over Heels〉로, 두 음반 사이에서 진행된 투어에서 밴드가 라이브로 연주했다.

## 발매
1985년 2월 25일, 음반 커버에 오자발과 스미스의 흑백 사진과 함께 《Songs from the Big Chair》가 발매되었다.
이 음반은 영국 음반 차트에서 2위에 올랐고, 상업적으로 성공한 다섯 개의 싱글 〈Mothers Talk〉 (영국 14위), 〈Shout〉 (영국 4위), 〈Everybody Wants to Rule the World〉 (영국 2위), 〈Head over Heels〉 (영국 12위), 〈I Believe〉 (영국 23위)를 발매했다.
라디오 친화적인 〈Everybody Wants to Rule the World〉는 미국에서 밴드의 돌파구를 마련했고, 싱글(이후 Shout으로 두 번째 미국 1위)과 음반 모두 미국 차트에서 1위를 차지했으며, 《Songs From the Big Chair》는 미국에서만 500만장이 팔렸다. 영국에서 이 음반은 1986년 9월까지 18개월 동안 차트에 머물면서 79주 연속 음반 차트에 머물렀다.
이 음반의 30주년을 기념하여 유니버설 뮤직은 2014년 11월 10일, CD 4장과 DVD 2장 (1개의 오디오, 1개의 비디오)을 포함한 5개의 다른 포맷으로 음반을 발매했다.

## 곡 목록
| #  | 제목                                  | 작사·작곡                     | 재생 시간 |
| -- | ------------------------------------- | ----------------------------- | --------- |
| 1. | 〈Shout〉                             | 롤랜드 오자발, 이언 스탠리    | 6:32      |
| 2. | 〈The Working Hour〉                  | 오자발, 스탠리, 매니 엘리아스 | 6:30      |
| 3. | 〈Everybody Wants to Rule the World〉 | 오자발, 스탠리, 크리스 휴스   | 4:10      |
| 4. | 〈Mothers Talk〉                      | 오자발, 스탠리                | 5:09      |

| #  | 제목                                   | 작사·작곡           | 재생 시간 |
| -- | -------------------------------------- | ------------------- | --------- |
| 5. | 〈I Believe〉                          | 오자발              | 4:53      |
| 6. | 〈Broken〉                             | 오자발              | 2:38      |
| 7. | 〈Head over Heels / Broken (Reprise)〉 | 오자발, 커트 스미스 | 5:01      |
| 8. | 〈Listen〉                             | 스탠리, 오자발      | 6:48      |

## 인증
| 국가                                                  | 인증        | 판매량/출하량 |
| ----------------------------------------------------- | ----------- | ------------- |
| 오스트레일리아                                        | —           | 150,000       |
| 브라질                                                | —           | 200,000       |
| 캐나다 (뮤직 캐나다)                                  | 7× 플래티넘 | 700,000^      |
| 프랑스 (SNEP)                                         | 골드        | 100,000       |
| 독일 (BVMI)                                           | 골드        | 250,000^      |
| 홍콩 (IFPI 홍콩)                                      | 플래티넘    | 20,000*       |
| 네덜란드 (NVPI)                                       | 플래티넘    | 100,000^      |
| 뉴질랜드 (RMNZ)                                       | 플래티넘    | 15,000^       |
| 영국 (BPI)                                            | 3× 플래티넘 | 900,000^      |
| 미국 (RIAA)                                           | 5× 플래티넘 | 5,000,000^    |
| 요약                                                  |             |               |
| 전 세계                                               | —           | 9,000,000     |
| *판매량을 기반으로 한 인증 ^출하량을 기반으로 한 인증 |             |               |